# Siegfried Kollmar
Siegfried Kollmar (* 14. Oktober 1961 in Heidelberg; † 12. März 2024) war ein deutscher Polizist und von 2021 bis 2024 der Polizeipräsident von Mannheim.

## Beruflicher Werdegang
Siegfried Kollmar trat im Jahr 1979 in den Dienst der Polizei Baden-Württemberg ein. 1992 stieg er in den gehobenen Dienst auf, 1998 in den höheren Dienst und arbeitete als Referent im Innenministerium Baden-Württemberg, 1999 übernahm er beim Polizeipräsidium Mannheim die Aufgabe als Leiter der Inspektion Zentrale Aufgaben, als Leiter der Kriminalinspektion 2. Im Jahr 2009 wurde er Leiter Kriminalinspektion 1 und stellvertretender Leiter der Kriminalpolizei der damaligen Polizeidirektion Heidelberg, 2010 Leiter der Kriminalpolizei. Bei der Polizeistrukturreform 2014 erfolgte die Fusion der bisherigen Polizeidirektion Heidelberg und des bisherigen Polizeipräsidiums Mannheim. Bei dem so entstandenen neuen Polizeipräsidium Mannheim war er ab 2014 Leiter der Kriminalpolizeidirektion, ab 2018 Polizeivizepräsident und Leiter der Kriminalpolizeidirektion.
Im August 2021 trat Kollmar die Nachfolge von Andreas Stenger als Polizeipräsident von Mannheim an.
Siegfried Kollmar starb am 12. März 2024 im Alter von 62 Jahren unerwartet nach einer geplanten Operation. Nachfolgerin wurde Ulrike Schäfer, die Vizepräsidentin des Polizeipräsidiums Mannheim war.